# ∞ 4 YOU。
『∞ 4 YOU。』（ムゲンフォーユー）はハジ→4枚目のインディーズミニアルバムである。2019年12月11日発売。発売元はYour DREAMS。

## 概要
- 前作『超ハジバム the FINAL。〜さらば平成〜』から約1年ぶりのリリース、前作はフルオリジナルアルバムだったため、ミニアルバムとしては約7年ぶりとなるミニアルバム。
- 公式オンラインショップでのみ購入可能だった、初回限定盤[黒盤]には実写ハジ→が盛りだくさんの、ミニ写真集ページ付き、表紙込み20ページのブックレットが付属。(現在は完売し購入不可)

## 収録曲

### CD
1. きっと。
  - 作詞・作曲：ハジ→
2. AoZora快晴♪♪。～笑う門には福来たる～
  - 作詞・作曲：ハジ→

インディーズ2nd配信シングル
3. 面影。
  - 作詞・作曲：ハジ→ インディーズ4th配信シングル
4. 進→行→努→力。
  - 作詞・ 作曲：ハジ→

インディーズ3rd配信シングル
5. ナニカ。
  - 作詞・作曲：ハジ→
6. あなたが変われば世界が変わる。
  - 作詞・作曲：ハジ→
7. 始まりは終わり。
  - 作詞・作曲：ハジ→
8. ユートピア。
  - 作詞・作曲：ハジ→